# Мангер, Альберт
Альберт Генри Мангер (англ. Albert Henry Manger; 21 мая 1899, Балтимор, Мэриленд — март 1985, Балтимор, Мэриленд) — американский тяжелоатлет. Участник летних Олимпийских игр 1932 года.

## Биография
Альберт Мангер родился 21 мая 1899 года в американском городе Балтимор.
Выступал в соревнованиях по тяжёлой атлетике за ИМКА из Балтимора. С 1926 года входил в комитет тяжёлой атлетики Ассоциации американских университетов. В 1929 году стал чемпионом Ассоциации американских университетов в полутяжёлом весе. В 1930 и 1932 годах выигрывал чемпионат США в тяжёлом весе.
В 1932 году вошёл в состав сборной США на летних Олимпийских играх в Лос-Анджелесе. В весовой категории свыше 82,5 кг занял 5-е место, подняв в сумме троеборья 315 кг (100 кг в жиме + 92,5 кг в рывке + 122,5 кг в толчке) и уступив 65 кг завоевавшему золото Ярославу Скобле из Чехословакии.
Также участвовал в показательных выступлениях по тяжёлой атлетике.
Умер в марте 1985 года в Балтиморе.

## Семья
Отец — Альберт Мангер (1860—?), мать — Мэри С. Эллиотт (1875—?).
Старшая сестра — Мэри Мангер (1893—?).